# Parabel
Parabel é uma vila na Rússia, o centro administrativo do Distrito Parabelskiy no Oblast de Tomsk.
População é de  6116 pessoas. (1 de janeiro de 2015).

## Geografia
Parabel está localizada na conjunção dos rios Parabel e Ob. Coordenadas: 58° 42′ N, 81° 29′ L 58° 42′ N, 81° 29′ L 58° 42′ N, 81° 29′ L.

## História
A vila de Parabel apareceu em 1600 em torno de uma igreja, que já era o centro de alguns vilarejos russos. Em 2000, a vila comemorou seu 400º aniversário. Dum vilarejo, Parabel se tornou uma bonita vila no norte do Oblast de Tomsk e centro do distrito. Hoje, em Parabel existem 46 ruas e 12 cruzamentos com a extensão total de cerca de 40 km.
Na vila funcionam a filial da Escola Politécnica de Tomsk, uma escola, um liceu, 4 jardins de infância, um orfanato, uma escola de artes para crianças e um hospital.

## População
Em 2015 havia 6116 pessoas em Parabel.

## Religião
Em 25 de fevereiro de 2006, a Basílica Ortodoxa de Transfiguração de Jesus foi benzida na vila.

## Cultura
Em Parabel existem:
- Casa de Cultura
- Biblioteca Central do Distrito
- Museu de história e etnografia regional de Parabel
- Museu de Glória em Combate e de Trabalho I.M. Demenin de Parabel
- Galeria de Artes de Parabel

Anualmente, no dia internacional dos povos indígenas do mundo, em Parabel e perto dela, na pitoresca margem do lago Oskino acontece o festival anual de povos indígenas do Norte "Etyudi Severa" (Estudos do Norte). Em 2006 o festival se tornou regional e em 2009 na primeira vez foi dividido em duas partes: o concerto - no estádio da vila, e as competições e comes e bebes nacionais - no lago Oskino.
Desde 2004, acontece em Parabel o rock fest "Stupeni". Em 2007 nesse festival houve 10 bandas de rock, das quais seis eram de Tomsk.

## Atrações
- Em 9 de maio de 1976 foi instalado o memorial para os combatentes de Parabel que morreram na Grande Guerra Patriótica. O trabalho do escultor de Tomsk L. L. Mayorov.
- Em 22 de junho de 2005 foi instalado o memorial para os moradores de Parabel, que morreram durante o serviço militar em conflitos locais em tempo de paz.
- Em 26 de agosto de 2005, perto do Museu de Glória em Combate e de Trabalho I.M. Demenin, foi inaugurado o memorial para os pessoas "deskulakizados" (kulaks desapropriados) e exilados para a terra de Parabel. O trabalho do escultor L. L. Mayorov.
- Parabel é mencionada pelo conhecido escritor siberiano Georgy Markov em seu famoso romance “Siberia”.

## Anotações
1. ↑  «Реестр административно-территориальных единиц Томской области (по состоянию на 1 января 2015 года)» (PDF)
2. ↑  Santificação da Igreja da Transfiguração do Senhor em s. Parabel
3. ↑  «Сельпуский ансамбль этнической песни и танца «Варг кара»»
4. ↑  «Первый рокер на деревне. В Парабели прошел рок-фестиваль». Агентство ТВ-2 (em russo)